# Livesport Prague Open
Открытый чемпионат ТК «Спарта» (англ. Sparta Prague Open) — серия профессиональных международных теннисных турниров, проходящих весной и летом в чешской Праге на открытых грунтовых кортах местного ТК «Спарта». Мужское соревнование в 2022-23 годах относилось к категории ATP Challenger и проходило в мае, а женское с 2020-го года относится к серии WTA 250 и играется в конце июля. Оба турнира имеют турнирную сетку, рассчитанную на 32 участника в одиночном разряде и 16 пар. Призовой фонд мужского турнира составляет 73 тысячи евро, а женского — чуть больше 275 тысяч долларов.

## История
Женский турнир
Соревнование создано перед сезоном 2010 года и первоначально было задумано как часть серии турниров в Европе, подготовительных к Открытому чемпионату Франции, однако с понижением статуса другого пражского турнира, соревнование получило было серьёзную финансовую подпитку от спонсоров и стало крупнейшим женским турниром на территории Чехии. Первые годы, несмотря на отсутствие статуса турнира WTA в Sparta Prague Open принимали участие многие сильнейшие чешские теннисистки.
В 2015 году местные организаторы смогли выкупить лицензию приза международной серии ассоциации, заменив в календаре испытывавший финансовые проблемы турнир в португальском Оэйраше. В 2020-м году турнир переведён на лето, а в 2021-23 годах разыгрывался на хардовых кортах. В 2020-м году проведён дополнительный турнир категории WTA 125 (совместно с I. ČLTK) вместо отменённой из-за COVID-19 квалификации Открытого чемпионата США. Соревнование разыграли 128 теннисисток в одиночном разряде и 64 команды.
Мужской турнир
В 2000 году на «Спарту» приехал мужской турнир категории ATP Challenger, расположившись в календаре протура в августе. Вторая серия турниров прошла в 2014—2016 годах, а третья — в 2021—2023 годах.

## Финалы турнира

### Одиночный разряд
| Год  | Призовые        | Чемпион           | Финалист          | Счёт              |
| ---- | --------------- | ----------------- | ----------------- | ----------------- |
| 2023 | 73 000 евро     | Якуб Меншик       | Доминик Кёпфер    | 6-4 6-3           |
| 2022 | 45 730 евро     | Себастьян Офнер   | Далибор Сврчина   | 6-0 6-4           |
| 2021 | 31 440 евро     | Далибор Сврчина   | Дмитрий Попко     | 6-0 7-5           |
| 2016 | 42 500 евро     | Адам Павласек     | Стефан Робер      | 6-4 3-6 6-3       |
| 2015 | 42 500 евро     | Норберт Гомбош    | Альберт Монтаньес | 7-6(5) 5-7 7-6(2) |
| 2014 | 42 500 евро     | Лукаш Росол       | Иржи Веселый      | 3-6 6-4 6-4       |
| 2000 | 50 000 долларов | Альберт Монтаньес | Филиппо Воландри  | 6-1 6-1           |

| Год      | Призовые           | Чемпионка            | Финалистка             | Счёт           |
| -------- | ------------------ | -------------------- | ---------------------- | -------------- |
| 2025     | 275 094 долларов   | Мария Боузкова (2)   | Линда Носкова          | 2-6 6-1 6-3    |
| 2024     | 267 082 долларов   | Магда Линетт         | Магдалена Френх        | 6-2 6-1        |
| 2023     | 259 303 долларов   | Нао Хибино           | Линда Носкова          | 6-4 6-1        |
| 2022     | 251 750 долларов   | Мария Боузкова       | Анастасия Потапова     | 6-0 6-3        |
| 2021     | 250 000 долларов   | Барбора Крейчикова   | Тереза Мартинцова      | 6-2 6-0        |
| 2020 (2) | 3 125 000 долларов | Кристина Кучова      | Элизабетта Коччаретто  | 6-4 6-3        |
| 2020 (1) | 225 500 долларов   | Симона Халеп         | Элизе Мертенс          | 6-2 7-5        |
| 2019     | 250 000 долларов   | Джил Тайхман         | Каролина Мухова        | 7-6(5) 3-6 6-4 |
| 2018     | 250 000 долларов   | Петра Квитова        | Михаэла Бузарнеску     | 4-6 6-2 6-3    |
| 2017     | 250 000 долларов   | Мона Бартель         | Кристина Плишкова      | 2-6 7-5 6-2    |
| 2016     | 500 000 долларов   | Луция Шафаржова (3)  | Саманта Стосур         | 3-6 6-1 6-4    |
| 2015     | 250 000 долларов   | Каролина Плишкова    | Луция Градецкая        | 4-6 7-5 6-3    |
| 2014     | 100 000 долларов   | Хезер Уотсон         | Анна Каролина Шмидлова | 7-6(5) 6-0     |
| 2013     | 100 000 долларов   | Луция Шафаржова (2)  | Александра Каданцу     | 3-6 6-1 6-1    |
| 2012     | 100 000 долларов   | Луция Шафаржова      | Клара Закопалова       | 6-3 7-5        |
| 2011     | 100 000 долларов   | Магдалена Рыбарикова | Петра Квитова          | 6-3 6-4        |
| 2010     | 50 000 долларов    | Луция Градецкая      | Айла Томлянович        | 6-1 7-6(4)     |

### Парный разряд
| Год  | Чемпионы                         | Финалисты                                 | Счёт           |
| ---- | -------------------------------- | ----------------------------------------- | -------------- |
| 2023 | Дан Аддед Альбано Оливетти       | Микелис Либитис Хантер Риз                | 6-4 6-3        |
| 2022 | Франсишку Кабрал Шимон Вальков   | Тристан Ламасин Люка Пуй                  | 6-2 7-6(12)    |
| 2021 | Йонас Форейтек Михаэль Врбенский | Евгений Карловский Евгений Тюрнев         | 6-1 6-4        |
| 2016 | Томаш Беднарек Никола Мектич     | Зденек Коларж Матей Воцел                 | 6-4 5-7 [10-7] |
| 2015 | Матеуш Ковальчик Игорь Зеленай   | Роберто Майтин Мигель Анхель Рейес Варела | 6-2 7-6(5)     |
| 2014 | Иржи Веселый Роман Ебавый        | Ли Синьхань Чжан Цзэ                      | 6-1 6-3        |
| 2000 | Франтишек Чермак Ота Фукарек     | Томаш Цибулец Леош Фридль                 | 6-4 6-3        |

| Год      | Чемпионки                                  | Финалистки                            | Счёт              |
| -------- | ------------------------------------------ | ------------------------------------- | ----------------- |
| 2025     | Надежда Киченок Макото Ниномия             | Луция Гавличкова Лаура Самсон         | 1-6 6-4 [10-7]    |
| 2024     | Барбора Крейчикова Катерина Синякова (2)   | Бетани Маттек-Сандс Луция Шафаржова   | 6-3 6-3           |
| 2023     | Оксана Калашникова Нао Хибино              | Куинн Глисон Эликсан Лешемия          | 6-7(7) 7-5 [10-3] |
| 2022     | Анастасия Потапова Яна Сизикова            | Ангелина Габуева Анастасия Захарова   | 6-3 6-4           |
| 2021     | Мария Боузкова Луция Градецкая (2)         | Виктория Кужмова Нина Стоянович       | 7-6(3) 6-4        |
| 2020 (2) | Лидия Морозова Андрея Миту                 | Джулия Гатто-Монтиконе Надя Подорошка | 6-4 6-4           |
| 2020 (1) | Луция Градецкая Кристина Плишкова          | Моника Никулеску Ралука Олару         | 6-2 6-2           |
| 2019     | Анна Калинская Виктория Кужмова            | Николь Мелихар Квета Пешке            | 4-6 7-5 [10-7]    |
| 2018     | Николь Мелихар Квета Пешке (2)             | Михаэла Бузарнеску Лидия Морозова     | 6-4 6-2           |
| 2017     | Анна-Лена Грёнефельд Квета Пешке           | Луция Градецкая Катерина Синякова     | 6-4 7-6(3)        |
| 2016     | Маргарита Гаспарян Андреа Главачкова       | Мария Иригойен Паула Каня             | 6-4 6-2           |
| 2015     | Белинда Бенчич Катерина Синякова           | Катерина Бондаренко Ева Грдинова      | 6-2 6-2           |
| 2014     | Луция Градецкая Михаэлла Крайчек           | Андреа Главачкова Луция Шафаржова     | 6-3 6-2           |
| 2013     | Рената Ворачова Барбора Заглавова-Стрыцова | Ева Грдинова Ирина Фалькони           | 6-4 6-0           |
| 2012     | Ализе Корне Виржини Раззано                | Акгуль Аманмурадова Кейси Деллакква   | 6-2 6-3           |
| 2011     | Михаэлла Крайчек Петра Цетковская          | Линдсей Ли-Уотерс Меган Мултон-Леви   | 6-2 6-1           |
| 2010     | Маша Зец-Пешкирич Ксения Лыкина            | Ева Грдинова Петра Цетковская         | 6-3 6-4           |